# ديفيد براتس
ديفيد براتس (بالإسبانية: David Prats Rocero)‏ هو لاعب كرة قدم إسباني، ولد في 3 أبريل 1979 في برشلونة في إسبانيا. لعب مع نادي برشلونة.

## وصلات خارجية
- ديفيد براتس على موقع قاعدة بيانات كرة القدم.إي يو (الإنجليزية)
- ديفيد براتس على موقع عالم كرة القدم.نت (الإنجليزية)
- ديفيد براتس على موقع AS.com (الإسبانية)